# Berberis brachystachys
Berberis brachystachys là một loài thực vật có hoa trong họ Hoàng mộc. Loài này được T.S.Ying mô tả khoa học đầu tiên năm 1985.